# Universiteitsgeschiedenis

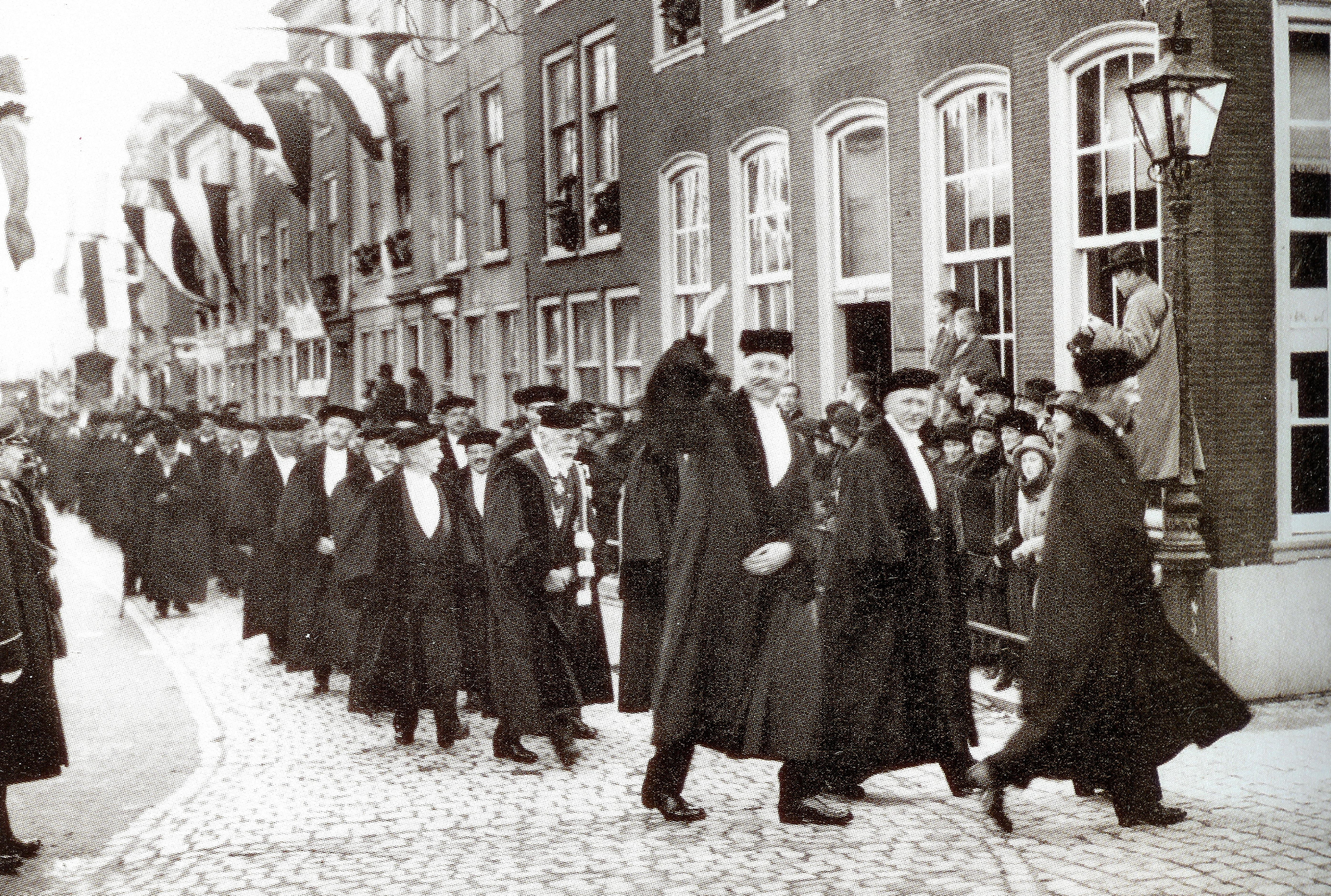
Cortège van hoogleraren op de Dies van de Universiteit Leiden met H.A. Lorentz, 8 februari 1925

Universiteitsgeschiedenis (ook geschiedenis van het hoger onderwijs) is een onderzoeksgebied binnen de geschiedwetenschap dat zich bezighoudt met de historische ontwikkeling van universiteiten in Europa en de wereld.

## Thematiek
In de universiteitsgeschiedenis wordt onderzoek gedaan naar de universiteit als instelling en haar interne en externe organisatie (rechtsvorm, financiering, bestuur, docenten, studies en studenten). Veel aandacht is er ook voor onderzoek en onderwijs. Ook de rol van universiteiten, hoogleraren en studenten in bepaalde politieke en maatschappelijke contexten is onderwerp van historisch onderzoek.
Inhoudelijk en methodologisch zijn er bijzonder nauwe banden met de wetenschapsgeschiedenis, maar ook met de algemene onderwijs-, cultuur- en sociale geschiedenis.

## Ontwikkeling
Sinds de 19e eeuw zijn vieringen van jubilea vaak de aanleiding tot uitgave van jubileumboeken over specifieke universiteiten. De eerste uitvoerige overzichtswerken verschenen eind 19e en begin 20e eeuw in Duitsland (bijv. Friedrich Paulsens Geschichte des gelehrten Unterrichts uit 1885). Tot een verdere institutionalisering van het vakgebied kwam het echter nog niet. Als gevolg daarvan domineerden lange tijd sociologisch of historisch geïnspireerde gelegenheidsgeschriften, die vaak een actuele insteek hadden. 
Pas sinds de jaren tachtig zijn er meer inspanningen voor institutionalisering en professionalisering. In Duitsland onder meer met de oprichting van de Gesellschaft für Universitäts- und Wissenschaftsgeschichte (GUW) in 1995 en de publicatie van het Jahrbuch für Universitätsgeschichte sinds 1998. Het tijdschrift History of universities (Oxford University Press) verschijnt sinds 1981. Eveneens sinds de jaren tachtig werkte een internationaal team van auteurs onder leiding van Walter Rüegg op initiatief van de Europese Rectorenconferentie aan een vierdelige geschiedenis van de universiteit in Europa, die in 2010 is voltooid.
In Nederland werd in 1983 de Werkgroep Universiteitsgeschiedenis opgericht, die het blad Batavia Academica uitgaf, vanaf 1995 Nieuwsbrief Universiteitsgeschiedenis geheten. Dit tijdschrift is in 2007 opgegaan in het wetenschapshistorisch tijdschrift Studium.

## Huidige situatie
Het Belgisch-Nederlands genootschap voor wetenschaps- en universiteitsgeschiedenis Gewina organiseert regelmatig congressen over universiteitshistorische onderwerpen. In Nederland is aan de meeste universiteiten een univeristeitshistoricus verbonden, die zorgdraagt voor studie van het verleden van de eigen instelling. 

## Nederlandse en Belgische universiteitshistorici
- Willem Frijhoff
- Hilde De Ridder-Symoens
- Willem Otterspeer
- Klaas van Berkel (Rijksuniversiteit Groningen)
- Leen Dorsman (Universiteit Utrecht)
- Peter Jan Knegtmans (Universiteit van Amsterdam)
- Jan Brabers (Radboud Universiteit)
- Ab Flipse (Vrije Universiteit Amsterdam)
- Abel Streefland (TU Delft)
- Pieter Slaman (Universiteit Leiden)
- Jo Tollebeek (Katholieke Universiteit Leuven)

## Organisaties
- Gewina: Belgisch-Nederlands genootschap voor wetenschaps- en universiteitsgeschiedenis. Website
- Stichting Academisch Erfgoed.Website
- International Commission for the History of Universities. Website

### Boeken
- Stefan Fisch, Geschiedenis van de Europese universiteit. Van Bologna tot Bologna. Beck, München 2015, ISBN 3-406-67667-7.
- G. Jensma en H. de Vries, Veranderingen in het hoger onderwijs in Nederland tussen 1815 en 1940. Hilversum: Verloren, 2001.
- Friedrich Paulsen, Geschichte des gelehrten Unterrichts. Leipzig: Von Veit, 1885.Archive.org
- Friedrich Paulsen, Die deutschen Universitäten und das Universitätsstudium. A. Asher, 1902.
- Livia Prüll, Frank Hüther, Christian George (eds.): Universitätsgeschichte schreiben: Inhalte - Methoden - Fallbeispiele, Göttingen: Vandenhoeck & Ruprecht 2019, ISBN 978-3-8471-0966-2.
- Walter Rüegg, Hilde De Ridder-Symoens (eds.): Geschichte der Universität in Europa. Deel 1: Middeleeuwen. Beck, München 1993, ISBN 3-406-36952-9.
- Walter Rüegg, Hilde De Ridder-Symoens (eds.): Geschiedenis van de universiteit in Europa. Deel 2: Van de Reformatie tot de Franse Revolutie (1500-1800). Beck, München 1996, ISBN 3-406-36953-7.
- Walter Rüegg (red.): Geschiedenis van de universiteit in Europa. Deel 3: Van de 19e eeuw tot de Tweede Wereldoorlog (1800-1945). Beck, München 2004, ISBN 3-406-36954-5.
- Walter Rüegg (red.): Geschiedenis van de universiteit in Europa. Deel 4: Van de Tweede Wereldoorlog tot het einde van de 20e eeuw. Beck, München 2010, ISBN 978-3-406-36955-1.
- Universiteit en samenleving. 13 Delen. Hilversum: Verloren, 2005-2020.
- Fabian Waßer: Van de "universiteitsfabriek" tot de "ondernemersuniversiteit". Concurrentie tussen Duitse universiteiten van de late verlichting tot de jaren 1980 (Wissenschaftskulturen III Vol. 53). Franz Steiner, Stuttgart 2020, ISBN 978-3-515-12487-4.
- Wolfgang E. J. Weber: Geschiedenis van de Europese universiteit. Kohlhammer, Stuttgart 2002, ISBN 3-17-016482-1.

### Tijdschriften
- Gewina, Tijdschrift voor de Geschiedenis der Geneeskunde, Natuurwetenschappen, Wiskunde en Techniek, Refereed Journal (1978-2007).
- Nieuwsbrief Universiteitsgeschiedenis en Batavia Academica, 1983-2007.
- Jahrbuch für Universitätsgeschichte
- Studium, Studium: Tijdschrift voor Wetenschaps- en Universiteitsgeschiedenis

### Musea
- Rijksmuseum Boerhaave Leiden
- Universiteitsmuseum Utrecht
- Universiteitsmuseum (Groningen)
- Gents Universiteitsmuseum

## Verwijzingen
1. ↑  Friedrich Paulsen, Geschichte des gelehrten Unterrichts. Leipzig: Von Veit, 1885.Archive.org
2. ↑  Ruëgg, Walter, Geschichte der Universität in Europa. Gesamtwerk in 4 Bänden. München: C.H. Beck, 2010 Link.